# Шукачі могил
«Шукачі могил» (англ. Grave Encounters) — канадський фільм жахів 2011 року. Команда реаліті-шоу «Шукачі могил», покликаного знайти докази паранормальних явищ і життя після смерті, вирішує провести ніч в страшній, повній примар Коллінґвудській психіатричній лікарні.

## Зміст
Фільм починається з продюсера «Шукачів могил», що пояснює суспільству, чому «Шукачі могил», відоме телешоу, несподівано було скасовано через знайдені відеоматеріали. На плівці показано команду «Шукачів могил», яка складається з Ленса Престона, фахівця Саші Паркер, технічного експерта Метта Вайта, оператора TC Ґібсона, і запрошеного медіума Г'юстона Ґрея. Всі вони готуються до розслідування в покинутій психіатричній лікарні, де, за чутками, мешкають привиди.
Їм проводять тур по лікарні, а також розповідають про лікаря на ім'я Артур Фрідкін, який ставив експерименти на хворих і був заколотий втікачами-пацієнтами. Команда добровільно зачинилася всередині будівлі на ніч і приступила до розслідування, створивши табір в холі лікарні біля входу. Ленс і його команда намагаються встановити контакт з невидимими силами, і, після кількох невдалих спроб, групі зрештою вдається знайти примар, які виявляються ворожими.
Залишилося півгодини до того, як їх мали випустити, відімкнувши двері лікарні зовні. Команда починає збиратися. Метт іде, щоб позбирати розвішані по лікарні камери, але зникає. Інші проводять наступні кілька годин у пошуках Метта. Зневірившись, вони виламують двері, щоб вибігти на вулицю, але виявляють, що потрапили в довгий коридор будівлі. Виходу вони не знаходять, і розуміють, що зовні вже має бути денне світло. Вони намагаються врятуватися через дах будівлі, але сходи, що ведуть туди, таємничо закінчуються суцільною стіною, тобто вхід на верхній поверх заблокований. Вони чують крик і біжать на нього, думаючи, що це кричить Метт. Вони входять в кімнату з металевим ліжком, яке рухається, а потім злітає. Незабаром після цього команда лягає спати, а, прокинувшись, виявляє на спині Саші криваве повідомлення: "HELLO" («привіт»).
Група продовжує пошуки Метта і стикається з дівчиною, чиє обличчя демонічно спотворюється. Команда біжить в страху, але Г'юстон відстає від інших, на нього нападають невидимі сили і вбивають його. Команда знову засинає. Прокинувшись, учасники проєкту бачать на своїх зап'ястках лікарняні браслети із зазначенням їхніх імен. Врешті-решт вони знаходять неймовірно наляканого Метта, на якого вдягнено білий халат. Метт бурмоче про свій психічний розлад, і каже, що єдиний спосіб втекти з лікарні - вилікуватися у лікарів-примар.
Привиди продовжують переслідувати екіпаж. TC, намагаючись відвести Метта від ванни, наповненої кров'ю, стає жертвою демона, що затягнув ТС у ванну. Згодом і Метт вбиває себе, зістрибнувши в шахту ліфта, в той час, як Ленс і Саша борються з демоном без язика. Ленс і Саша багато годин ідуть по нескінченному тунелю в пошуках іншого виходу, Саша знесилюється, а потім зникає в тумані, який з'явився поки Ленс спав. Ленс продовжує йти крізь тунель один і поступово втрачає глузд. Щоб не померти з голоду, він вбиває і їсть щурів. Через якийсь час він знаходить двері, що ведуть в операційну, в якій є вівтар і пентаграми для демонічних ритуалів. Це означає, що Фрідкін використовував чорну магію для медичної практики. Ленс обертається й бачить привид Фрідкіна та кілька медсестер. Камера гаситься, а потім у кадрі з'являється Ленс, якому зробили лоботомію. Він каже кілька останніх слів аудиторії шоу і екран стає синім.

## Ролі
| Актор           | Роль            |
| --------------- | --------------- |
| Шон Роджерсон   | Ленс Престон    |
| Ешлі Ґризко     | Саша Паркер     |
| Мервін Мондесір | Ті Сі Ґібсон    |
| МакКензі Ґрей   | Г'юстон Ґрей    |
| Хуан Рідінґер   | Метт Вайт       |
| Артур Корбер    | доктор Фрідкін  |
| Мішель Каммінс  | привид          |
| Луїс Хав'єр     | садівник        |
| Шон МакДональд  | Морґан Тернер   |
| Боб Реті        | Кенні Сендівол  |
| Алекс Сендер    | пацієнт         |
| Бен Вілкінсон   | Джеррі Гартфілд |

## Цікаві факти
- Зйомки фільму проходили на території занедбаної психіатричної лікарні в Канаді і тривали 12 днів.
- Riverview Hospital, Coquitlam, Greater Vancouver Regional District, BC, Canada — адреса цієї лікарні в Google Maps.
- У серіалі «Перша хвиля» частина дій розгортається в тій самій психіатричній лікарні.
- У 2012 році було випущено продовження фільму під назвою «Шукачі могил 2»
- Стрічку було визнано найбільш моторошним фільмом 2011 року.
- Зйомки телесеріалу "Надприродне" (10 серія 1 сезон) проходили в тій самій лікарні, що і зйомки "Шукачі могил"  та  "Шукачі могил 2".
- Подібний сюжет має відеогра Outlast.